# Hüseyin Atici
Hüseyin Atıcı (Giresun, 3 maggio 1986) è un pesista turco.

## Palmarès
| Anno | Manifestazione          | Sede     | Evento         | Risultato | Prestazione | Note             |
| ---- | ----------------------- | -------- | -------------- | --------- | ----------- | ---------------- |
| 2011 | Universiadi             | Shenzhen | Getto del peso | 8º        | 18,96 m     | Record nazionale |
| 2012 | Mondiali indoor         | Istanbul | Getto del peso | 23º       | 18,42 m     |                  |
| 2012 | Europei                 | Helsinki | Getto del peso | 4º        | 20,24 m     |                  |
| 2012 | Giochi olimpici         | Londra   | Getto del peso | 20º       | 19,74 m     |                  |
| 2013 | Europei indoor          | Göteborg | Getto del peso | 11º (q)   | 19,59 m     | Record nazionale |
| 2013 | Giochi del Mediterraneo | Mersin   | Getto del peso | 5º        | 19,53 m     |                  |
| 2013 | Universiadi             | Kazan'   | Getto del peso | 6º        | 19,34 m     |                  |

## Altre competizioni internazionali
2013
- 4º in Coppa Europa invernale di lanci ( Castelló), getto del peso - 19,43 m
- 5º agli Europei a squadre ( Gateshead), getto del peso - 19,33 m

2014
- 16º in Coppa Europa invernale di lanci ( Leiria), getto del peso - 18,61 m
- 7º in Coppa dei Campioni per club ( Vila Real de Santo António), getto del peso - 18,55 m
- 10º agli Europei a squadre ( Braunschweig), getto del peso - 17,61 m